# Astroloma ciliatum
Astroloma ciliatum är en ljungväxtart som först beskrevs av Lindley, och fick sitt nu gällande namn av George Claridge Druce. Astroloma ciliatum ingår i släktet Astroloma och familjen ljungväxter. Inga underarter finns listade i Catalogue of Life.